# Arcidiocesi di Camagüey
L'arcidiocesi di Camagüey (in latino Archidioecesis Camagueyensis) è una sede metropolitana della Chiesa cattolica a Cuba. Nel 2021 contava 520.200 battezzati su 818.948 abitanti. È retta dall'arcivescovo Wilfredo Pino Estévez.

## Territorio
L'arcidiocesi comprende la città di Camagüey, dove si trova la cattedrale di Nostra Signora della Candelaria.
Il territorio è suddiviso in 15 parrocchie.

## Storia
La diocesi di Camagüey fu eretta il 10 dicembre 1912 con la bolla Quae catholicae religioni di papa Pio X, ricavandone il territorio dall'arcidiocesi di Santiago de Cuba, di cui fu originariamente suffraganea.
Il 30 giugno 1954, con la lettera apostolica Eadem ratione, papa Pio XII ha proclamato San Pio X e la Beata Maria Vergine della Purificazione patroni principali della diocesi.
Il 2 febbraio 1996 cedette una porzione del suo territorio a vantaggio dell'erezione della diocesi di Ciego de Ávila.
Il 5 dicembre 1998 è stata elevata al rango di arcidiocesi metropolitana con la bolla Maiori spirituali di papa Giovanni Paolo II.

## Cronotassi dei vescovi
Si omettono i periodi di sede vacante non superiori ai 2 anni o non storicamente accertati.
- Valentín de la Asunción (Manuel) Zubizarreta y Unamunsaga, O.C.D. † (25 maggio 1914 - 24 febbraio 1922 nominato vescovo di Cienfuegos)
- Enrique Pérez Serantes † (24 febbraio 1922 - 11 dicembre 1948 nominato arcivescovo di Santiago di Cuba)
- Carlos Riu Anglés † (11 dicembre 1948 - 10 settembre 1964 dimesso[2])
- Adolfo Rodríguez Herrera † (10 settembre 1964 - 10 giugno 2002 ritirato)
- Juan de la Caridad García Rodríguez (10 giugno 2002 - 26 aprile 2016 nominato arcivescovo di San Cristóbal de la Habana)
- Wilfredo Pino Estévez, dal 6 dicembre 2016

## Statistiche
L'arcidiocesi nel 2021 su una popolazione di 818.948 persone contava 520.200 battezzati, corrispondenti al 63,5% del totale.
| anno | popolazione | popolazione | popolazione | presbiteri | presbiteri | presbiteri | presbiteri                | diaconi | religiosi | religiosi | parrocchie |
| anno | battezzati  | totale      | %           | numero     | secolari   | regolari   | battezzati per presbitero | diaconi | uomini    | donne     | parrocchie |
| ---- | ----------- | ----------- | ----------- | ---------- | ---------- | ---------- | ------------------------- | ------- | --------- | --------- | ---------- |
| 1950 | 520.000     | 530.000     | 98,1        | 53         | 21         | 32         | 9.811                     |         | 70        | 207       | 17         |
| 1959 | 600.000     | 630.000     | 95,2        | 70         | 34         | 36         | 8.571                     |         | 70        | 250       | 18         |
| 1966 | 590.000     | 700.000     | 84,3        | 23         | 15         | 8          | 25.652                    |         | 4         | 3         | 17         |
| 1970 | 666.301     | 832.877     | 80,0        | 14         | 6          | 8          | 47.592                    |         | 8         | 3         | 17         |
| 1976 | 384.200     | 863.400     | 44,5        | 19         | 14         | 5          | 20.221                    |         | 5         | 4         | 17         |
| 1980 | 380.000     | 863.400     | 44,0        | 23         | 17         | 6          | 16.521                    |         | 6         | 5         | 17         |
| 1990 | 501.000     | 1.169.000   | 42,9        | 23         | 19         | 4          | 21.782                    | 1       | 4         | 26        | 17         |
| 1995 | 529.000     | 1.408.000   | 37,6        | 24         | 19         | 5          | 22.041                    | 8       | 8         | 38        | 17         |
| 2000 | 529.000     | 808.000     | 65,5        | 22         | 14         | 8          | 24.045                    | 5       | 12        | 35        | 13         |
| 2001 | 535.000     | 858.351     | 62,3        | 25         | 16         | 9          | 21.400                    | 5       | 13        | 39        | 13         |
| 2002 | 541.000     | 858.351     | 63,0        | 28         | 18         | 10         | 19.321                    | 5       | 14        | 40        | 14         |
| 2003 | 545.000     | 863.000     | 63,2        | 29         | 19         | 10         | 18.793                    | 10      | 14        | 39        | 13         |
| 2004 | 542.064     | 858.351     | 63,2        | 32         | 20         | 12         | 16.939                    | 10      | 16        | 41        | 14         |
| 2006 | 544.000     | 861.372     | 63,2        | 27         | 20         | 7          | 20.148                    | 10      | 13        | 40        | 14         |
| 2013 | 540.400     | 852.292     | 63,4        | 30         | 21         | 9          | 18.013                    | 12      | 13        | 43        | 15         |
| 2016 | 537.533     | 846.321     | 63,5        | 29         | 19         | 10         | 18.535                    | 12      | 14        | 39        | 15         |
| 2019 | 533.190     | 839.490     | 63,5        | 31         | 22         | 9          | 17.199                    | 14      | 13        | 40        | 15         |
| 2021 | 520.200     | 818.948     | 63,5        | 27         | 21         | 6          | 19.266                    | 14      | 9         | 43        | 15         |